# Gmina Podgorica
Miasto stołeczne Podgorica, gmina stołeczna Podgorica (czar., sr. Главни град Подгорица / Glavni grad Podgorica) – gmina w Czarnogórze. Znajduje się na wschodzie kraju, przy granicy czarnogórsko-albańskiej. Ośrodkiem administracyjnym gminy jest miasto Podgorica, stolica Czarnogóry.

## Administracja
Terenem całej gminy zarządzają Władze stolicy kraju, Podgoricy.
Gmina stołeczna Podgorica jest jedyną gminą w kraju, która posiada tzw. gminy miejskie (czar. градска општина/gradska opština). Są to Golubovci i Tuzi. Stanowią one pół-samodzielne jednostki terytorialne z władzą wykonawczą w niepełnym zakresie.

## Liczba mieszkańców
Według spisu powszechnego z 2011 roku w gminie mieszka 185 937 osób.

### Grupy etniczne w gminie według spisu z 2011 roku
- Czarnogórcy: 106 642 osoby (57,35%)
- Serbowie: 43 248 osób (23,26%)
- Albańczycy: 9 538 osób (5,13%)
- Muzułmanie: 4 122 osoby (2,22%)
- Romowie: 3 988 osób (2,14%)
- Boszniacy: 3 687 osób (1,98%)
- Pozostali: 5 820 osób (3,13%)
- Nieokreśleni: 8 822 osoby (4,78%)

### Grupy wyznaniowe w gminie według spisu z 2011 roku
- Prawosławni: 145 575 osób (78,29%)
- Muzułmanie: 20 883 osoby (11,23%)
- Katolicy: 7 947 osób (4,27%)
- Ateiści i agnostycy: 3 923 osoby (2,11%)
- Pozostali: 3 026 osób (1,63%)
- Nieokreśleni: 4 583 osoby (2,46%)

### Grupy językowe w gminie według spisu z 2011 roku
- Język czarnogórski: 78 837 osób (42,40%)
- Język serbski: 76 541 osób (41,17%)
- Język albański: 10 276 osób (5,53%)
- Język romski: 3 367 osób (1,81%)
- Pozostałe języki: 9 395 osób (5,05%)
- Nie określono: 7 521 osób (4,04%)

## Miejscowości
W gminie znajdują się 143 miejscowości: miasta Podgorica, Golubovci i Tuzi oraz 140 wiosek.
- Arza (Арза)
- Balabani (Балабани)
- Baloči (Балочи)
- Barlaj (Барлај)
- Begova Glavica (Бегова Главица)
- Bezjovo (Безјово)
- Benkaj (Бенкај)
- Beri (Бери)
- Berislavci (Бериславци)
- Bigor (Бигор)
- Bijelo Polje (Бијело Поље)
- Bioče (Биоче)
- Bistrice (Бистрице)
- Blizna (Близна)
- Bolesestra (Болесестра)
- Botun (Ботун)
- Brežine (Брежине)
- Briđe (Бриђе)
- Brskut (Брскут)
- Budza (Будза)
- Buronji (Буроњи)
- Velje Brdo (Веље Брдо)
- Veruša (Веруша)
- Vidijenje (Видијење)
- Vilac (Вилац)
- Vladni (Владни)
- Vranj (Врањ)
- Vranjina (Врањина)
- Vrbica (Врбица)
- Vukovci (Вуковци)
- Vuksanlekići (Вуксанлекићи)
- Golubovci (Голубовци)
- Goljemadi (Гољемади)
- Goričani (Горичани)
- Gornje Stravče (Горње Стравче)
- Gornji Kokoti (Горњи Кокоти)
- Gornji Milješ (Горњи Миљеш)
- Gostilj (Гостиљ)
- Gradac (Градац)
- Grbavci (Грбавци)
- Grbi Do (Грби До)
- Gurec (Гурец)
- Delaj (Делај)
- Dinoša (Диноша)
- Dolovi (Долови)
- Donje Stravče (Доње Стравче)
- Donji Kokoti (Доњи Кокоти)
- Donji Milješ (Доњи Миљеш)
- Draževina (Дражевина)
- Drešaj (Дрешај)
- Drume (Друме)
- Duga (Дуга)
- Dučići (Дучићи)
- Dušići (Душићи)
- Duške (Душке)
- Đurkovići (Ђурковићи)
- Zagreda (Загреда)
- Zaugao (Заугао)
- Kiselica (Киселица)
- Klopot (Клопот)
- Kopilje (Копиље)
- Kornet (Корнет)
- Kosor (Косор)
- Kotrabudan (Котрабудан)
- Koći (Коћи)
- Kržanja (Кржања)
- Kruse (Крусе)
- Krševo (Кршево)
- Kurilo (Курило)
- Lekići (Лекићи)
- Lijeva Rijeka (Лијева Ријека)
- Liješnje (Лијешње)
- Liješta (Лијешта)
- Lovka (Ловка)
- Lopate (Лопате)
- Lužnica (Лужница)
- Lutovo (Лутово)
- Ljajkovići (Љајковићи)
- Mataguži (Матагужи)
- Mahala (Махала)
- Medun (Медун)
- Mileti (Милети)
- Mitrovići (Митровићи)
- Mojanovići (Мојановићи)
- Momče (Момче)
- Mrke (Мрке)
- Mužeška (Мужешка)
- Nabon (Набон)
- Nikmaraš (Никмараш)
- Ožezi (Ожези)
- Omerbožovići (Омербожовићи)
- Opasanica (Опасаница)
- Oraovice (Ораовице)
- Orasi (Ораси)
- Orahovo (Орахово)
- Parci (Парци)
- Plev Brijeg (Пелев Бријег)
- Petrovići (Петровићи)
- Pikalj (Пикаљ)
- Podgorica (Подгорица)
- Podhum (Подхум)
- Ponari (Понари)
- Poprat (Попрат)
- Prisoja (Присоја)
- Prifti (Прифти)
- Progonovići (Прогоновићи)
- Radeća (Радећа)
- Radovče (Радовче)
- Rakića Kuće (Ракића Куће)
- Raći (Раћи)
- Releza (Релеза)
- Rijeka Piperska (Ријека Пиперска)
- Rudine (Рудине)
- Selište (Селиште)
- Seoca (Сеоца)
- Seoštica (Сеоштица)
- Sjenice (Сјенице)
- Skorać (Скораћ)
- Slacko (Слацко)
- Spinja (Спиња)
- Srpska (Српска)
- Staniselići (Станиселићи)
- Stanjevića Rupa (Стањевића Рупа)
- Stijena (Стијена)
- Stjepovo (Стјепово)
- Stupovi (Ступови)
- Sukuruć (Сукурућ)
- Trabojin (Трабојин)
- Trmanje (Трмање)
- Tuzi (Тузи)
- Tuzi Ljevorečke (Тузи Љеворечке)
- Ćafa (Ћафа)
- Ćepetići (Ћепетићи)
- Ubalac (Убалац)
- Ubli (Убли)
- Farmaci (Фармаци)
- Fundina (Фундина)
- Helmnica (Хелмница)
- Cvilin (Цвилин)
- Cijevna (Цијевна)
- Crvena Paprat (Црвена Папрат)
- Crnci (Црнци)
- Šušunja (Шушуња)